# 美國愛斯基摩犬
美國愛斯基摩犬（英語：American Eskimo Dog）是一种来自德国的玩赏犬犬种.美國愛斯基摩犬根据身形被分为三种:玩具犬，小型犬和标准犬。他们长着白色的毛，外貌和银狐犬和萨摩耶犬十分类似。

## 历史
虽然美國愛斯基摩犬这个名称有“美国”这两个字，但其实这种狗起源于北欧。美國愛斯基摩犬的祖先是德国绒毛犬，而这种狗在世界大战一时被名为美國愛斯基摩犬。

## 性格
美国爱斯基摩犬性情友善，可以和小朋友相处。他们喜欢工作和讨好主人，常常在服从比赛里表现得十分良好。他们一开始可能会对陌生人有点戒心，但可以很快和陌生熟落起来。美国爱斯基摩犬开朗活泼，运动量高，而主人需要定期带狗只运动。如果美国爱斯基摩犬得不到足够的运动，它们会变得过于活跃和神经质，不停地原地转圈。主人需要严格地训练美国爱斯基摩犬服从指令，否则狗只会形成不同的行为问题，例如分离焦虑症，乱叫，攻击其他狗等等。

## 身体结构
尖尖的吻部和竖立的耳朵很像狐狸，毛长而厚，尾巴梳理成羽毛状，卷曲的覆盖在背上。虽是小型犬，但身体健壮，肌肉发达，背部宽阔。身高约28-31厘米，体重约3-5公斤。